# La Passion (Dupuis)
Pour les articles homonymes, voir Passion.
Personnages
- Jésus, (ténor)
- Judas, (baryton)
- Pilate, (basse)
- Cornelius, (basse)
- Pharès, (ténor)
- Sadoc, (baryton)
- Pierre, (basse)
- Jean, (ténor)
- Joram, (baryton)
- Marie, (soprano)
- Madeleine, (mezzo-soprano)
- Un ange, (soprano)
- Sephora, (soprano)
- Une sainte femme, (soprano)
- Un officier d'Hérode, (baryton)
- Un adepte, (basse)

La Passion est un drame lyrique en quatre actes et dix tableaux, composé de 1912 à 1914 par Albert Dupuis, sur un livret de Jules Méry et Paul de Choudens (d'après leur poème). La première mondiale de l'œuvre a eu lieu à l'Opéra de Monte-Carlo le 2 avril 1916 sous la direction de Léon Jehin.

## Rôles
| Rôle                 | Voix          | Distribution de la création mondiale, 2 avril 1916 Direction : Léon Jehin |
| -------------------- | ------------- | ------------------------------------------------------------------------- |
| Jésus                | ténor         | Charles Fontaine                                                          |
| Judas                | baryton       | Georges Petit                                                             |
| Pilate               | basse         | Marcel Journet                                                            |
| Cornelius            | basse         | Gustave Huberdeau                                                         |
| Pharès               | ténor         | Charles Delmas                                                            |
| Sadoc                | baryton       | Victor Chalmin                                                            |
| Pierre               | basse         | Armand                                                                    |
| Jean                 | ténor         | Berti                                                                     |
| Joram                | baryton       | Étienne Billot                                                            |
| Marie                | soprano       | Lucy Perelli                                                              |
| Madeleine            | mezzo-soprano | Stora                                                                     |
| Un ange              | soprano       | Barclay                                                                   |
| Sephora              | soprano       | Durbal                                                                    |
| Une sainte femme     | soprano       | Sorret                                                                    |
| Un officier d'Hérode | baryton       | Stephan                                                                   |
| Un adepte            | basse         | Delestan                                                                  |